# Haplostichanthus lanceolata
Haplostichanthus lanceolata är en kirimojaväxtart som först beskrevs av S. Vidal, och fick sitt nu gällande namn av E.C.H.van Heusden. Haplostichanthus lanceolata ingår i släktet Haplostichanthus och familjen kirimojaväxter. Inga underarter finns listade i Catalogue of Life.